# 마시 플레이그라운드
마시 플레이그라운드(Marcy Playground)는 미국의 얼터너티브 록 밴드이다. 대표곡은 1997년에 발매된 "Sex and Candy"이다.